# يشعور يوناني
يشعور يوناني (الاسم العلمي: Polytrichum yunnanense), نسبةً إلى إقليم يونان في الصين, هو نوع من النباتات يتبع جنس اليشعور من الفصيلة اليشعورية.